# Olcuatitán
Olcuatitán är en ort i Mexiko.   Den ligger i kommunen Nacajuca och delstaten Tabasco, i den sydöstra delen av landet, 700 km öster om huvudstaden Mexico City. Olcuatitán ligger 6 meter över havet och antalet invånare är 1 732.
Terrängen runt Olcuatitán är mycket platt. Runt Olcuatitán är det tätbefolkat, med 356 invånare per kvadratkilometer. Närmaste större samhälle är Nacajuca, 6,5 km väster om Olcuatitán. Trakten runt Olcuatitán består till största delen av jordbruksmark.